# Rifugio Monzino
Il rifugio Monzino è un rifugio situato nel comune di Courmayeur (AO), nel massiccio del Monte Bianco (Alpi Graie), a 2.590 m s.l.m.

## Storia
Il rifugio è stato costruito nel 1965 in sostituzione - e a poca distanza - del precedente rifugio Gamba.

## Caratteristiche e informazioni
Si trova in ottima posizione sulla cresta rocciosa che divide il ghiacciaio del Brouillard dal ghiacciaio del Freney.
È intitolato a Franco Monzino, e fu fatto costruire dal figlio Guido e dalla famiglia che ne fece dono alla Società Guide Alpine Courmayeur.

## Accessi
L'accesso avviene dalla val Veny (località Freney) in circa tre ore.

## Ascensioni
Il rifugio è punto di partenza per molte ascensioni nel versante sud del massiccio del Monte Bianco. In particolare è il punto di accesso per i seguenti bivacchi:
- bivacco Giuseppe Lampugnani - 3.860 m
- bivacco Marco Crippa - 3.840 m
- bivacco Piero Craveri - 3.490 m.